# 文昌镇 (宣城市)
文昌镇，是中华人民共和国安徽省宣城市宣州区下辖的一个乡镇级行政单位。

## 行政区划
文昌镇下辖以下地区：
贾公村、和洲村、福川村、施田村和沿河村。